# Angelo Grassi
Angelo Grassi (Novara, 4 gennaio 1909 – Reggio Calabria, 30 aprile 1993) è stato un hockeista su pista e allenatore di hockey su pista italiano.

## Carriera

### Hockey Novara
Angelo "Lino" Grassi fu uno dei 15 fondatori, nonché portiere, capitano e giocatore simbolo dell'Hockey Novara degli anni trenta. Partecipò a tutti i primi successi pionieristici del club formando assieme ai vari Ciocala, Concia, Gallina, Cestagalli, Drisaldi, Zavattaro il primo squadrone che vinse tutti i sei scudetti degli anni 30. Nel secondo dopoguerra fece parte del secondo ciclo vincente dell'Hockey Novara concludendo la sua gloriosa attività agonistica nel 1953 all'età di 44 anni. Dopo il ritiro allenò l'Hockey Novara e il Pirelli Milano. Dal 6 settembre 2008 la pista in Viale Buonarroti di Novara porta il suo nome.

### Nazionale italiana
Grassi fu il primo giocatore dell'Hockey Novara a vestire la maglia della Nazionale italiana con la quale debuttò ai Campionati europei di Montreux del 1927. Difese la porta azzurra fino al 1950, anno del suo addio alla Nazionale.

## Palmarès

### Giocatore
- Campionato italiano: 10

Novara: 1930, 1931, 1932, 1933, 1934, 1936, 1946, 1947, 1949, 1950

### Allenatore
- Campionato italiano: 1

Novara: 1958

### Libri
- Gianfranco Capra, Quaderni novaresi. Lino Grassi la storia dell'hockey, Novara, Zen iniziative, 2008.
- Gianfranco Capra Mario Scendrate, Hockey su pista in Italia e nel mondo, Novara, S.E.N., 1984.
- Fernando Castro, Campeonatos do mundo de hóquei em patins: contributos para a sua história, Despertar Memórias, agosto 2011, ISBN 978-989-20-2611-4.

### Pubblicazioni
- Gianfranco Capra Mario Scendrate, Hockey Novara. Tutti i nazionali, in Enciclopedia dello sport di Novara e VCO, supplemento al periodico "Tribuna Sportiva", 25 ottobre 1993, n. 66, Novara, 1993.